# Pemphigus trehernei
Pemphigus trehernei är en insektsart som beskrevs av Foster 1976. Pemphigus trehernei ingår i släktet Pemphigus och familjen långrörsbladlöss. Inga underarter finns listade i Catalogue of Life.